# Marshall Lancaster
Marshall Lancaster (Macclesfield, 5 oktober 1974) is een Engelse acteur, die zowel voor film, televisie, theater als radio heeft gewerkt. Het bekendst is hij echter door de vertolking van de rol van DC Chris Skelton in de BBC One series Life on Mars en Ashes to Ashes.

## Carrière
Lancaster begon zijn acteercarrière bij amateurtheatergezelschappen in zijn geboorteplaats Macclesfield, waar hij deel uitmaakte van producties als Blood Brothers en Cabaret. In 1999 maakte hij zijn debuut op televisie in het tweede seizoen van de serie The Lakes. Daarna was hij nog in tal van bekende Britse televisieseries te zien, maar het meeste indruk bij het grote publiek maakte hij met zijn vaste rol in de SF-politieseries Life on Mars en Ashes to Ashes.

### Televisie
- 1999: The Lakes (8 afleveringen)
- 1999: Where the Heart Is (1 aflevering)
- 1999–2006: Holby City (4 afleveringen)
- 2000: Peak Practice (1 aflevering)
- 2000: Bob Martin (onbekend aantal afleveringen)
- 2003: Clocking Off (1 aflevering)
- 2003: Grease Monkeys (1 aflevering)
- 2004: Family Affairs (onbekend aantal afleveringen)
- 2004: The Royal (1 aflevering)
- 2004: Outlaws (1 aflevering)
- 2006: The Street (1 aflevering)
- 2006: The Bill (1 aflevering)
- 2006: Doctors (1 aflevering)
- 2006–2009: Coronation Street (9 afleveringen)
- 2006–2007: Life on Mars
- 2007: Casualty (1 aflevering)
- 2008–2009: Ashes to Ashes
- 2009: Boy Meets Girl (4 afleveringen)

### Film
- 2000: The Wedding Tackle
- 2000: Aberdeen
- 2001: Blow Dry

### Radio
- 2006: Daybreak (BBC4 hoorspel)

### Theater
- 1992: Where Did You Last See Your Trousers (Macclesfield Amateur Dramatic Society)
- 1993: Blood Brothers (Macclesfield Amateur Dramatic Society).
- 1995: Cabaret (Paragon Youth Theatre)
- 2007: Up 'n' Under (Tameside Hippodrome)
- 2007: Wuthering Heights (York Theatre Royal)